# Futuroscope
Futuroscope je science center a zábavní park, nacházející se u města Chasseneuil-du-Poitou ve francouzském departementu Vienne, asi 7 km severně od Poitiers.  Je součástí stejnojmenné technopole. Park je tematicky zaměřen na multimédia budoucnosti a vituální realitu, jeho sloganem je „Vous n'imaginez pas ce qui vous attend“ (Neumíte si představit, co vás čeká). Návštěvníkům slouží nádraží Gare de Futuroscope na trati TGV Paříž–Bordeaux, místo je také přístupné automobilem po dálnici A10. Celková plocha areálu činí 60 hektarů.

## Popis
Podnět k výstavbě parku dal v roce 1984 politik René Monory, místní rodák a původním povoláním automechanik, autorem architektonického návrhu byl Denis Laming, který využil geometrické tvary a materiály jako kov a sklo. Slavnostní otevření se uskutečnilo 31. května 1987. Od jeho založení areálem prošlo přes padesát milionů návštěvníků.
Ve Futuroscope se nachází přes dvacet pavilonů, v nichž se konají audiovizuální představení, využívající technologie IMAX, nebo interaktivní naučné show. Park nabízí také další atrakce, např. otočnou vyhlídkovou věž Gyrotour, vodní show nebo botanickou zahradu s masožravými rostlinami, v areálu fungují i restaurace a obchody. Vystupuje zde pravidelně Cirque du Soleil, Martin Solveig zkomponoval pro Futuroscope show „Tanec robotů“.
Park se výrazně podílí na turistickém ruchu v oblasti, má 1300 stálých zaměstnanců a na jeho existenci je navázáno dalších asi patnáct tisíc pracovních míst. Roční obrat Futuroscope činí 85 milionů euro a je druhým největším francouzským zábavním parkem po Disneyland Paris. V roce 2003 se zde konalo finále Electronic Sports World Cupu.